# Демирьорен (информационна агенция)
Информационна агенция „Демирьорен“ (на турски: Demirören Haber Ajansı, DHA) е турска информационна агенция, основана през 1999 г. със седалище в Истанбул, Турция. Тя е собственост на „Демирьорен груп“. Предлага новини на турски, английски, немски и китайски език. През 2011 г. разполага с 41 офиса в Турция и 26 в извън страната.
До 2018 г. агенцията е собственост на „Доган медия груп“, известна с критичното си отразяване на турския президент Реджеп Таип Ердоган, и се нарича Doğan Haber Ajansı, DHA. През март 2018 г. агенцията е продадена на „Демирьорен груп“, чийто собственик Ердоган Демирьорен е близък до правителството на Ердоган.